# Рака Марић
Радомир Рака Марић (Сарајево, 1953) је менаџер и власник компаније „Music Star Production“. Познат је као менаџер групе Бијело дугме. Данас је овлашћени заступник ROTHBURY Comunication International BV у Црној Гори.